# Dentachionaspis capparisi
Dentachionaspis capparisi är en insektsart som först beskrevs av Charles Kimberlin Brain 1919.  Dentachionaspis capparisi ingår i släktet Dentachionaspis och familjen pansarsköldlöss. Inga underarter finns listade i Catalogue of Life.